# Noshörningsfisk
Noshörningsfisk (Naso unicornis) är en fiskart som först beskrevs av Forsskål, 1775.  Noshörningsfisk ingår i släktet Naso och familjen Acanthuridae. IUCN kategoriserar arten globalt som livskraftig. Inga underarter finns listade i Catalogue of Life.